# Медаль «За визволення Варшави»
Меда́ль «За ви́зволення Варша́ви» — медаль, державна нагорода СРСР. Введена указом Президії Верховної Ради СРСР 9 червня 1945 року. Автор медалі — художник Курицина.

## Опис
Медаль «За визволення Варшави» має форму правильного круга діаметром 32 мм, виготовлена з латуні.
На лицьовому боці у горі по колу — напис «ЗА ОСВОБОЖДЕНИЕ», у центрі на стрічці — «ВАРШАВЫ». У нижній частині — п'ятипроменева зірка, від якої розходяться промені.
На зворотному боці — дата звільнення Варшави «17 ЯНВАРЯ 1945», над датою — п'ятипроменева зірочка. Усі написи та зображення на медалі — випуклі.
Медаль за допомогою вушка і кільця з'єднується з п'ятикутною колодочкою, обтягнутою шовковою муаровою стрічкою синього кольору шириною 24 мм. Посередині стрічки — подовжня смужка червоного кольору завширшки 8 мм. По краях стрічки — вузенькі смужки жовтого кольору.

## Нагородження медаллю
Медаллю «За визволення Варшави» нагороджувалися військовослужбовці Радянської Армії, Військово-морського флоту та військ НКВС, які брали участь у визволенні Варшави у період з 14 по 17 січня 1945 року, а також організатори і керівники цієї військової операції.
Медаль носиться на лівій стороні грудей, за наявності у нагородженого інших медалей СРСР розташовується після медалі «За визволення Белграда».
На 1 січня 1995 року медаллю «За визволення Варшави» було проведено близько 701 700 нагороджень.